# شکستن یک فرمان
«شکستن یک فرمان» (انگلیسی: The Broken Commandment) نام یک رمان ژاپنی نوشته توسان شیمازاکی است.